# Cerkev Marije Pomočnice, Rakovnik
Cerkev Marije Pomočnice, Rakovnik, Ljubljana, pripada rimskokatoliški Cerkvi in je župnijska cerkev župnije Ljubljana-Rakovnik. Župnija je v upravljanju salezijanskega reda.

## Izgradnja in notranjost
Temeljni kamen za cerkev, ki stoji v neposredni bližini graščine Rakovnik, je leta 1904 blagoslovil škof Anton Bonaventura Jeglič. Zgrajena je po načrtih arhitekta Maria Ceradinija in posvečena 8. septembra 1924. 
Cerkev je v obliki latinskega križa in ima dva zvonika s skupaj šestimi bronastimi zvonovi. Nad pročeljem je niša z Marijinim kipom. Leta 1973 so po načrtih arhitekta Jožeta Kušarja dogradili kor in galerije. Barvna okna nad vhodom in v stranskih kapelah so po zamisli Tomaža Perka izdelali v dunajski umetnostni šoli.
Lesen nastavek glavnega oltarja so izdelali v rakovniških mizarskih delavnicah, rezbarije baldahina dunajska umetnostna šola. Kip zavetnice Marije z žezlom in Detetom so na Tirolskem izdelali že leta 1903. Ob tabernaklju sta upodobljena dva angela v molitvi, na vratcih pa Jezus z razprostrtimi rokami. Za glavnim oltarjem stoji oltar svetih Cirila in Metoda (leta 1936 posvetil škof Gregorij Rožman). Kip Janeza Boska, ustanovitelja duhovniškega rodu salezijancev, je leta 1934 izdelal Tine Kos. Krstilnik s podobo Marije, matere Božje, je delo Staneta Kregarja; ob njej je upodobljen sveti Dominik Savio. Križevo kapelo je poslikal akademski slikar in kipar France Gorše, križev pot in slike svetega Janeza Boska v družbi oratorijancev pa so delo Tomaža Perka.
Sedanje orgle je leta 1954 izdelal Franc Jenko; leta 1987 so jih prenovili in povečali.